# Lijst van spoorwijdten
Dit artikel geeft een overzicht van spoorwijdten die er gebruikt worden door de spoorwegen. Spoorwijdten zijn onder te verdelen in smalspoor, normaalspoor en breedspoor.
| mm           | voet, inch | Naam                         | |
| ------------ | ---------- | ---------------------------- | --- |
| Smalspoor    |            |                              | |
| 381          | 15”        |                              | De smalste spoorwijdte bij een publieke spoorweg die geen toeristische spoorlijn is, is de Romney, Hythe and Dymchurch Railway, die dit wereldrecord heeft gehouden tot 1978. |
| 400          |            |                              | Decauville veldspoor, gebruikt in land- en tuinbouw en zandgroeven |
| 500          |            |                              | Smalste spoorwijdte toegepast op smalspoorlijnen in Frankrijk, Duitsland, Nederland en Vuurland |
| 597<         | 1’ 11½”    |                              | Smalste spoorwijdte toegepast op smalspoorlijnen in Wales; onder andere de Welsh Highland Railway en de Ffestiniog Railway |
| 600          | 1’ 11⅝”    |                              | Toegepast op secundaire lijnen in Frankrijk, Duitsland en Engeland. Ook de stoomtrein in de Efteling rijdt op deze spoorwijdte. |
| 603          | 1’ 11¾”    |                              | Toegepast op de Vale of Rheidol Railway in Wales |
| 610          | 2’         |                              | Vroeger veel toegepast in de Verenigde Staten, India (Darjeelingspoorweg), Zuid-Afrika, en Zuid-Amerika. In Australië, deelstaat Queensland nog steeds in gebruik bij suikerrietvervoer (4000 km). Wordt ook nog toegepast in Wales. |
| 700          |            |                              | Veel industriespoorlijntjes onder andere in Nederland (steenfabrieken, kleigroeves e.d.). Nu nog onder andere bij de Stoomtrein Valkenburgse Meer. In Indonesië zijn op Java nog vele suikerrietlijnen aanwezig, maar veel minder dan vroeger. |
| 750          |            |                              | Waldenburgerbahn (Zwitserland) tot 6 april 2021. Smalspoorlijnen in Duitsland, thans vooral in de voormalige DDR. In Nederland tot 1957 toegepast bij de Gelderse Tram. Ook de Tramlijn Gouda - Bodegraven en de Stoomtramweg Hansweert - Vlake reden op 750 mm-spoor. De Atjeh Tram, een voormalig militair smalspoor op Sumatra met een lengte van 511 km. |
| 760          |            | Bosnisch smalspoor           | Onder andere smalspoorlijnen in Oostenrijk en Hongarije en het voormalige Joegoslavië. Ook Bulgarije heeft nog Bosnisch smalspoor. |
| 762          | 2’ 6”      |                              | In Australië, deelstaat Victoria. Trams in de Verenigde Staten en op Curaçao. |
| 800          |            |                              | In Zwitserland toegepast bij diverse bergspoorlijntjes: Pilatusbahn, Schynige Platte-Bahn, Chemin de fer Glion-Rochers-de-Naye, Brienz-Rothorn-Bahn, Ferrovia Monte Generoso en Wengernalpbahn |
| 891          |            |                              | Västergötland - Göteborgs Järnvägar in de provincie Västra Götalands län, Roslagsbanan, voorstadsspoorweg van Storstockholms Lokaltrafik in Zweden |
| 900          |            |                              | Industriespoorlijnen wereldwijd, Borkumer Kleinbahn en tramnetten in Linz en Lissabon |
| 914          | 3’         | Atlantisch spoor             | Manx Electric Railway (Man) en veel voormalige spoorlijnen in Ierland, alsmede op Cuba. Vroeger veel toegepast in de Verenigde Staten, en nog steeds in Centraal- en Zuid-Amerika. |
| 925          |            |                              | Tramnet van Chemnitz tot 1988. Sinds 1960 heeft Chemnitz een normaalsporig tramnet dat het smalspoornet geleidelijk vervangen heeft. |
| 950          |            |                              | Standaardspoorwijdte voor smalspoorlijnen in Italië. Onder andere stadsspoorweg Rome – Pantano. |
| 1000         |            | Meterspoor                   | Is naast het normaalspoor de meest toegepaste spoorwijdte bij veel trambedrijven en lokaalspoorwegen, vooral op het Europese vasteland. Zoals de NZH-tramlijnen van Amsterdam – Haarlem – Zandvoort en van Amsterdam-Noord naar Purmerend (tijdens de TNHT periode ook naar Alkmaar) en Volendam en de Gemeentetram Groningen. Buiten Brussel rijden alle bestaande trams in België op meterspoor, alsmede vele trambedrijven in Duitsland, Zwitserland, Oostenrijk, Polen en Roemenië. Voorts spoorlijnen in onder meer Duitsland, Zwitserland, Griekenland, Spanje, Portugal, India, Vietnam, Cambodja, Corsica, Madagaskar en Thailand. Veel toegepast in Zuid-Amerika zoals de Landsspoorweg in Suriname. |
| 1009         |            |                              | Overgrote deel van het tramnet van Sofia |
| 1050         |            |                              | Hedjazspoorweg (Damascus – Medina) |
| 1067         | 3’ 6”      | Kaapspoor                    | Onder andere spoorwegen in Zuid-Afrika, Indonesië, Costa Rica, Honduras, Ecuador, Japan. Tramnet van Tallinn (Estland) en een aantal deelstaten in Australië. Vroeger ook bij veel Nederlandse trambedrijven gebruikt, het laatst (tot 1966) bij de Rotterdamse Tramweg Maatschappij (RTM). Vroeger ook in Nicaragua en tot 1988 in Canada. |
| 1100         |            |                              | Tramnetten in Rio de Janeiro en Brunswijk (Braunschweig). Bij spoorvernieuwingen in Brunswijk werd er een extra rail aangelegd om in de toekomst soepel te kunnen omschakelen op 1435 mm. Dit gebeurde tot 2010, vervolgens is een deel van de derde rail al weer verwijderd. Kiel en Lübeck hadden ook een tramnet met een spoorwijdte van 1100 mm. |
| 1151         |            |                              | Spoorlijn Antwerpen-Waas, (Vlaams Hoofd) - Gent-Waas tussen 1844 en 1897 |
| 1200         |            |                              | Bergbahn Rheineck – Walzenhausen (Zwitserland) Tandradspoorlijn in Genua (Italië) |
| 1219         | 4’         |                              | Metro van Glasgow Oorspronkelijke spoorwijdte van sommige spoorlijnen in Engeland en Wales |
| 1250         |            |                              | Trambedrijf van het Bijbels Openlucht Museum van de Heilig Land Stichting |
| 1372         | 4’ 6”      |                              | Tramnetten in Tokio en Hakodate (Japan) Oorspronkelijke spoorwijdte van de eerste spoorlijnen in Schotland |
| 1422         | 4’ 8”      |                              | Amsterdamse tram tussen 1872 en 1906. Bij de elektrificatie werd het tramnet omgebouwd tot normaalspoor. Oorspronkelijke spoorwijdte in Denemarken. |
| Normaalspoor |            |                              | |
| 1432         |            |                              | Oorspronkelijke spoorwijdte van het tramnet in Neurenberg |
| 1435         | 4’ 8½”     | Normaalspoor                 | De meest gebruikte spoorwijdte ter wereld. Vele tram-, metro- en spoorbedrijven (onder andere Belgische en Nederlandse treinen en metro's, de Brusselse tram en Nederlandse trams). Behalve in Ierland, Portugal, Spanje (wel AVE), Finland en de voormalige Sovjet-Unie zijn de meeste hoofdspoorwegen in Europa, Noord-Amerika, Iran en China in normaalspoor uitgevoerd. Ook vele metro-, tram- en lokaalspoorlijnen in grote delen van West- en Centraal-Europa en Noord-Amerika hebben normaalspoor. Oorspronkelijke geplande spoorwijdte in Afghanistan. |
| 1440         |            |                              | Oorspronkelijke spoorwijdte van het tramnet in Rostock. In de periode 1973-1978 omgebouwd tot 1435 mm. |
| Breedspoor   |            |                              | |
| 1445         |            |                              | Tramnetten in Milaan, Turijn en Rome en het Metronet van Madrid |
| 1450         |            |                              | Tramnet in Dresden |
| 1458         |            |                              | Tramnet in Leipzig |
| 1461         |            |                              | Oorspronkelijke spoorwijdte in Noorwegen |
| 1473         | 4’ 10”     | Ohiospoor                    | Tramnet in Saint Louis (VS) |
| 1485         |            |                              | Oorspronkelijke spoorwijdte in Zweden |
| 1495         |            |                              | Metro- en tramnet in Toronto (Canada) |
| 1520         |            | Russisch breedspoor          | Spoorwegen in Rusland, de voormalige sovjetrepublieken en Mongolië |
| 1524         | 5’         |                              | Spoorwegen in Finland, de metro van Helsinki en het tramnet in Louisville (VS). Oorspronkelijke spoorwijdte in Rusland en de voormalige sovjetrepublieken. |
| 1581         |            |                              | Tramnet in Philadelphia (VS). Tramnet in Baltimore (en:Rail gauge) (VS). |
| 1588         |            |                              | Tramnetten in Pittsburgh, New Orleans en Cincinnati (VS) |
| 1600         | 5’ 3”      |                              | Spoorwegen in Ierland, Noord-Ierland, tot 1854/1855 de Rheintalbahn in Duitsland, zuidoosten van Brazilië en een aantal deelstaten in Australië. |
| 1638         |            |                              | Voormalig trambedrijf van Baltimore in de Verenigde Staten |
| 1664         |            |                              | Oorspronkelijke spoorwijdte in Portugal |
| 1668         |            | Iberisch breedspoor          | Spoorwegen in Portugal en Spanje (voor niet AVE-lijnen) |
| 1672         |            |                              | Oorspronkelijke spoorwijdte in Spanje. Lijn 1 van de metro van Barcelona. |
| 1676         | 5’ 6”      | Indisch breedspoor           | Spoorwegen in Argentinië, Bangladesh, Chili, India, Pakistan en Sri Lanka. Bay Area Rapid Transit in San Francisco (VS). Alternatief geplande spoorwijdte in Afghanistan. |
| 1829         | 6’         | Beringspoor                  | Oorspronkelijke geplande spoorwijdte van de Tunnel onder de Beringstraat (Jakoetsk - Fort Nelson). Oorspronkelijke spoorwijdte van de Erie Railroad in de VS. |
| 1945         |            |                              | Spoorwegen van de HIJSM en NRS in Nederland tussen 1839 en 1866 |
| 2140         | 7’ en ¼”   | Brunelisch breedspoor        | Spoorwegen van de Great Western Railway in het Verenigd Koninkrijk tussen 1838 en 1890 |
| 3000         |            | Driemeterspoor Breitspurbahn | Tijdens nazi-Duitsland gepland, een nooit gerealiseerd trans-Europees spoorwegnet. Aanvankelijk werd zelfs 4000 mm overwogen. |